# Estonian Air

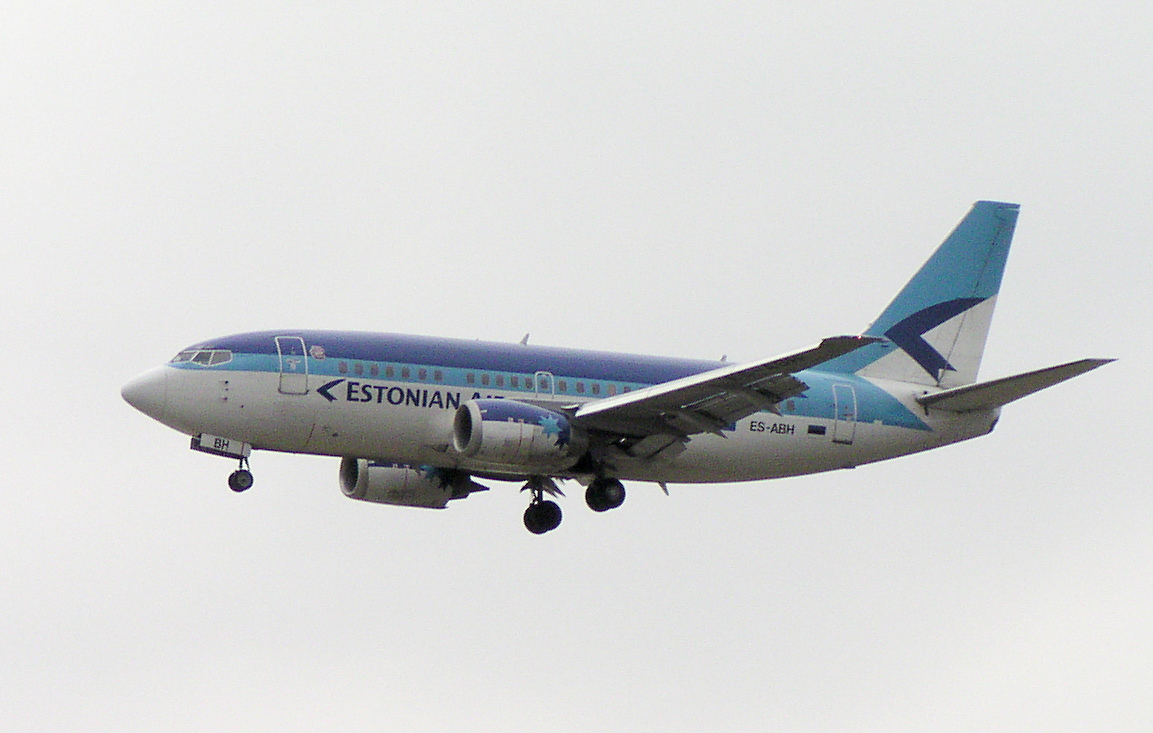
Boeing 737-500 w barwach Estonian Air

Estonian Air – byłe estońskie narodowe linie lotnicze z siedzibą w Tallinnie. Oferowały połączenia z 19 krajami Europy. Głównym węzłem był Port lotniczy Tallinn.
Linia ogłosiła zaprzestanie działalności od 8 listopada 2015 r. Od tego samego dnia część połączeń została przejęta przez nowo utworzonego operatora Nordica, którego loty są obsługiwane na podstawie certyfikatu należącego do PLL LOT. Polski przewoźnik jest właścicielem 49% udziałów w Nordice.

## Porty docelowe
- Belgia
  - Bruksela (Port lotniczy Bruksela)
- Dania
  - Kopenhaga (Port lotniczy Kopenhaga-Kastrup)
- Estonia
  - Kuressaare (Port lotniczy Kuressaare)
  - Tallinn (Port lotniczy Tallinn) hub
  - Tartu (Port lotniczy Tartu)
- Francja
  - Paryż (Port lotniczy Paryż-Roissy-Charles de Gaulle) sezonowo
  - Nicea (Port lotniczy Nicea-Lazurowe Wybrzeże) sezonowo
- Hiszpania
  - Barcelona (Port lotniczy Barcelona) sezonowo
- Litwa
  - Wilno (Port lotniczy Wilno)
- Niemcy
  - Berlin (Port lotniczy Berlin-Schönefeld)
- Norwegia
  - Oslo (Port lotniczy Oslo-Gardermoen)
  - Trondheim (Port lotniczy Trondheim-Værnes) (od 5 września)
- Rosja
  - Moskwa (Port lotniczy Moskwa-Szeremietiewo)
  - Petersburg (Port lotniczy Petersburg-Pułkowo)
- Szwecja
  - Sztokholm (Port lotniczy Sztokholm-Arlanda)
- Ukraina
  - Kijów (Port lotniczy Kijów-Boryspol)
- Wielka Brytania
  - Londyn (Port lotniczy Londyn-Gatwick)
- Polska
  - Wrocław (Port lotniczy Wrocław-Strachowice)